# Radical 119

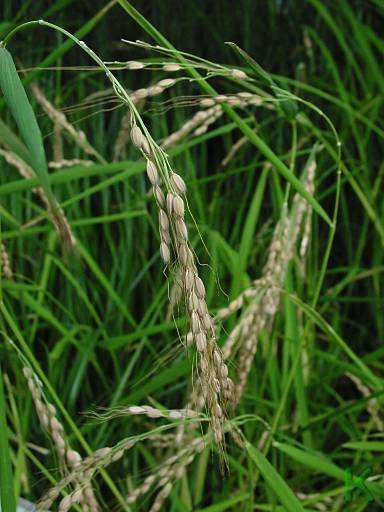
Boisseau de riz

Le radical 119, qui signifie le riz, est un des 29 des 214 radicaux chinois répertoriés dans le dictionnaire de Kangxi composés de six traits.
Le caractère Unicode de 米 est 7C73.

## Caractères avec le radical 119
| nombre de traits          | caractères                                      |
| ------------------------- | ----------------------------------------------- |
| Sans trait supplémentaire | 米                                              |
| 2 traits supplémentaires  | 籴 籵 籶                                        |
| 3 traits supplémentaires  | 籷 籸 籹 籺 类 籼 籽 籾 籿 粀 粁 粂             |
| 4 traits supplémentaires  | 粃 粄 粅 粆 粇 粈 粉 粊 粋 粌 粍 粎 粏 粐 粑    |
| 5 traits supplémentaires  | 粒 粓 粔 粕 粖 粗 粘 粙 粚 粜 粝                |
| 6 traits supplémentaires  | 粞 粟 粠 粡 粢 粣 粤 粥 粦 粧 粨 粩 粪 粫 粬 粭 |
| 7 traits supplémentaires  | 粮 粯 粰 粱 粲 粳 粴 粵                         |
| 8 traits supplémentaires  | 粶 粷 粸 粹 粺 粻 粼 粽 精 粿 糀 糁             |
| 9 traits supplémentaires  | 糂 糃 糄 糅 糆 糇 糈 糉 糊 糋 糌 糍 糎          |
| 10 traits supplémentaires | 糏 糐 糑 糒 糓 糔 糕 糖 糗 糘                   |
| 11 traits supplémentaires | 糙 糚 糛 糜 糝 糞 糟 糠 糡 糢 糨                |
| 12 traits supplémentaires | 糣 糤 糥 糦 糧                                  |
| 13 traits supplémentaires | 糩 糪 糫 糬 糭                                  |
| 14 traits supplémentaires | 糮 糯 糰                                        |
| 15 traits supplémentaires | 糲                                              |
| 16 traits supplémentaires | 糱 糳 糴                                        |
| 17 traits supplémentaires | 糵                                              |
| 19 traits supplémentaires | 糶                                              |
| 21 traits supplémentaires | 糷                                              |